# Carola Rackete
Carola Rackete (8 de maig de 1988 a Preetz, Alemanya) és una capitana marítima i activista social alemanya. Esdevingué famosa internacionalment el juny de 2019, arran del seu desembarcament forçós a l'illa italiana de Lampedusa amb el vaixell humanitari Sea-Watch 3. A conseqüència dels seus actes, va ser detinguda per les autoritats italianes arriscant-se a 15 anys de presó. Finalment va ser posada en llibertat sense càrrecs en considerar la jutgessa que no havia comès cap delicte.

## Trajectòria
Carola Rackete va néixer a Preetz, una ciutat mitjana del nord d'Alemanya situada a prop de Kiel, però va créixer a Hambühren. El seu pare, Ekkehart Rackete, és un enginyer en electrònica i antic militar de l'exèrcit alemany. Va estudiar la carrera de Ciències Naturals i Protecció del Medi Ambient i es va llicenciar en Ciències Nàutiques a la Universitat de Jade (Baixa Saxònia). Després va marxar a estudiar al Regne Unit i va cursar un màster de conservació del medi ambient amb una tesi sobre els albatros a la costa de Geòrgia.
El seu primer viatge a l'estranger va ser a Amèrica Llatina, on es va topar amb la injustícia. Als 23 anys va començar la seva carrera navegant durant dos anys en expedicions científiques a l'Àrtida i a l'Antàrtida en el marc de les accions de l'Institut alemany Alfred Wegener per la recerca polar i marina, on va treballar fins al 2013. Després va ser la segona a l'Arctic Sunrise de Greenpeace. El 2016 quan va entrar a l'ONG Sea Watch, on va començar coordinant les tasques d'observació que es fan des dels avions Moonbird i el Colibri, fins que va esdevenir capitana del Sea Watch 3.
El dia 10 de setembre de 2019 va rebre la Medalla d'Honor del parlament de Catalunya a mans del president del parlament, Roger Torrent, en reconeixement de la seva tasca humanitària.

## Detenció
La matinada entre el divendres 28 i el dissabte 29 de juny del 2019 va entrar en aigües italianes amb 42 nàufrags que estaven al límit després de passar 16 dies aturats. Va ser interrogada durant tres hores i detinguda, enfrontant-se per aquest fet a possibles penes de presó de 15 anys. El fiscal, Luigi Patronaggio va sostenir la principal acusació afirmant que Rackete no va actuar "en estat de necessitat per la situació dels migrants a bord". L'acusació va ser per "resistència o violència contra un vaixell de guerra", el que li pot comportar 10 anys de presó, a més del "tràfic il·legal de persones". De seguida va rebre el suport a les xarxes socials i es van iniciar campanyes per donar-li suport.
El ministre d'Interior italià, Matteo Salvini, va reclamar "dures penes". Entre d'altres, va rebre el suport del president Carles Puigdemont, l'alcaldessa de Barcelona, Ada Colau, el periodista Jordi Évole o l'activista Helena Maleno. França, Alemanya, Finlàndia, Luxemburg i Portugal es van oferir a acollir els refugiats desamparats pel govern italià. El 3 de juliol va ser posada en llibertat després de declarar davant la jutgessa en considerar que no hi havia delicte. Salvini va criticar la decisió de la justícia. El 5 de juliol Rackete va anunciar que denunciaria a Salvini per difamació.